# Râul Ciuta Mare
Râul Ciuta Mare este curs de apă afluent al râului Bâsca Mică. 

## Hărți
- Harta Munții Buzăului [nefuncțională – arhivă]